# Pieter de Decker
Pierre Jacques François (Pieter) de Decker (Zele, 25 januari 1812 - Schaarbeek, 4 januari 1891) was een Belgisch politicus en auteur.

## Levensloop
De Decker was een zoon van de koopman Englebert de Decker en van Marie De Belie. Hij trouwde met Jeanne Claes.
Hij werd opgevoed in een jezuïetenschool, promoveerde in 1834 tot doctor in de rechten aan de Rijksuniversiteit Gent en studeerde nog enkele maanden in Parijs. Hij vestigde zich als advocaat in Gent. In 1837 was hij samen met Adolphe Dechamps medeoprichter van de Revue de Bruxelles, waar hij tot in 1841 werkzaam was als redacteur.
Van 1838 tot 1839 was hij voor de Katholieke Partij provincieraadslid van Oost-Vlaanderen. Vervolgens was hij van 1839 tot 1866 voor het arrondissement Dendermonde lid van de Kamer van volksvertegenwoordigers, waar hij een reputatie als redenaar verwierf en van 1841 tot 1844 secretaris was. In de Kamer behoorde hij tot de katholiek-liberale strekking die het unionisme ondersteunde. Hij nam in het parlement historische initiatieven ter bevordering van het Nederlands zoals zijn Pétitionnement en faveur de la langue Flamande in 1840. En in 1856 zou ook de instelling van de Vlaemsche Grievencommissie volgen: Nadat hij in maart 1855 door Leopold I werd belast met de vorming van een nieuwe regering beloofde hij aan de Vlaamsgezinde instanties om een grievencommissie in te stellen.
Van 1855 tot 1857 was hij minister van Binnenlandse Zaken en hoofd van de laatste unionistische regering van België. Hij zocht met behulp van gematigden van de katholieke en van de Liberale Partij naar een oplossing in het onderwijs en andere dossiers die België verdeelden, maar faalde hierin. De "Vlaemsche Grievencommissie" kwam tot stand bij Koninklijk besluit van 27 juni 1856 en diende ruim een jaar later een lijst in met voorstellen tot gelijkschakeling van het Vlaams en het Frans in het onderwijs, vooralsnog kwam hier weinig van terecht. 
Na de gemeenteraadsverkiezingen van 27 oktober 1857 nam de Decker ontslag en werd opgevolgd door de anti-Vlaamsgezinde Charles Rogier. Na zijn premierschap speelde hij geen politieke rol van betekenis meer.
In 1861 werd hij actief in de financiële en de zakenwereld als afgevaardigd beheerder van de Banque Hypothecaire Belge. Hij raakte betrokken in financiële speculaties die hem zijn goede naam en zijn fortuin kostten, en, alhoewel nooit bewezen is dat hij meer dan het slachtoffer was van ongure elementen, was de kritiek op zijn benoeming tot gouverneur van de provincie Limburg in 1871 zo groot, dat hij na zes weken moest aftreden. Ook de toenmalige minister van Binnenlandse zaken, Joseph Kervyn de Lettenhove en de volledige regering van premier Jules Joseph d'Anethan moesten mede hierdoor aftreden.
De Decker, die vanaf 1846 lid was van de Koninklijke Academie van België, schreef verscheidene historische en andere boeken. Van 1862 tot 1872 was hij tevens de voorzitter van deze academie.